# Планетарная мельница
Планетарная мельница — устройство для тонкого и сверхтонкого измельчения различных материалов. Позволяет получать тонкодисперсные порошки и суспензии, применяемые в обрабатывающих отраслях, фармацевтической промышленности; при производстве косметической продукции, керамики, огнеупоров, строительных и абразивных материалов; для осуществления механохимического воздействия — эффективной механоактивации и механического легирования; является перспективным оборудованием для измельчения материалов до «наноуровня».
В основу заложены те же принципы, что и в шаровой мельнице, но кроме вращения вокруг собственной продольной оси, барабану придаётся движение вокруг оси переносного вращения (как планеты вращаются вокруг Солнца). За счёт этого внутри барабанов измельчение происходит при высоких центробежных перегрузках ({\displaystyle 20g} и более). Технология обеспечивает высокую кратность помола (то есть степень измельчения исходного продукта) при короткой продолжительности измельчения и снижении энергозатрат на получение тонкодисперсных материалов.

## Принцип действия
Прототипом планетарно-центробежной мельницы является шаровая мельница. Принцип работы заключается во вращении 3—4 барабанов относительно центральной оси и вокруг собственной оси в противоположную сторону вращения ротора мельницы. Барабаны планетарной мельницы вращаются вокруг собственных осей В и вокруг оси «переносного вращения» А. При увеличении скорости измельчения в размольных барабанах увеличивается центробежная сила. Это достигается благодаря использованию специального планетарного редуктора, обеспечивающего барабанам это специфическое вращение. Такая схема позволяет создавать перегрузки в десятки {\displaystyle g}, многократно увеличивая эффективность измельчительного оборудования и снижая энергозатраты на процесс помола. Помол может осуществляться как при использовании мелющих тел (как в шаровых мельницах), так и без шаров, то есть в режиме самоизмельчения. Как правило конструкция предусматривает возможность работы в двух режимах: сухом и мокром. Важной отличительной характеристикой планетарных мельниц от шаровых является кратность помола. Для планетарных мельниц этот показатель выше в 10—20 раз чем в шаровых мельницах. Основными преимуществами планетарных мельниц являются высокая кратность помола и низкие энергозатраты, а также низкие сравнительные габариты и возможность установки без фундамента. Так при измельчении кварцевого порошка с исходным размером частиц до 2 мм в открытом цикле в непрерывном режиме на планетарной мельнце можно получать порошок со средним размером частиц 3—6 мкм и меньше. При этом энергозатраты на помол составят менее 30 кВт/т. Планетарные мельницы характеризуются крайне высокой и управляемой энергонапряжённостью процесса измельчения — до 8000 кВт/м3.

## Виды планетарных мельниц
Планетарные мельницы принято разделять на мельницы периодического и непрерывного действия.
Мельницы периодического действия работают в режиме старт-стоп, имеют небольшой ресурс работы редуктора и используются в основном в лабораториях для измельчения небольших объёмов порошков. Процесс загрузки и выгрузки материала происходит во время полной остановки работы мельницы.
Планетарные мельницы непрерывного действия предназначены для получения тонкодисперсных и субмикронных порошков в промышленных масштабах. Подача материала в таких мельницах осуществляется через дозатор, откуда исходный материал попадает в воронку и далее в центробежный питатель, который равномерно распределяет материал между барабанами. Измельчённый материал проходит через разгрузочную решётку, установленную в каждом барабане, откуда посредством разгрузочного шнека попадает в единый продуктосборник. Мельницы могут работать как в открытом цикле, так и в комплексе с воздушно динамическим классификатором. Работа в комплексе с классификатором позволяет получать в промышленных объёмах сухие порошки корунда со средним размером до 2.5 мкм.

## Сферы применения
Планетарные мельницы позволяют получать тонкодисперсные, субмикронные и нанопорошки материалов твёрдостью от 1 до 10 единиц по шкале Мооса. Мельницы периодического действия применяются преимущественно в лабораториях для научных исследований и изучения материалов, а также в производствах, где требуются малые объёмы тонкодисперсных порошков. Планетарные мельницы предназначены для использования при обогащении полезных ископаемых, в перерабатывающей, фармацевтической и косметической промышленностях, при производстве керамики, огнеупоров, строительных и абразивных материалов, при механохимическом синтезе и механохимическом легировании. В 2015 году впервые в мировой практике на планетарной мельнице ПЦМ50-нано был проведён процесс механического легирования {\displaystyle {\ce {Fe-Ni-Co}}}- и {\displaystyle {\ce {Fe-Ni-Co-Cu}}}-композитов в среде инертного газа в непрерывном режиме при производительности примерно 10 кг/час по готовым композитам. Легирование проходило при центробежных перегрузках {\displaystyle 50g}. Наработано примерно 2500 кг порошков.

## История
Впервые изобретатель из Швейцарии Фридрих Вегман (нем. Friedrich Wegmann) запатентовал в Германии в 1887 году новое устройство, позволяющее значительно увеличить возможности шарового измельчения. Однако такая мельница имела ограниченный ресурс и работала только в периодическом режиме, вследствие чего не могла использоваться в промышленных условиях. Огромный потенциал применения планетарных мельниц в промышленности привлекал множество учёных и инженеров во всем мире. Однако высокие центробежные перегрузки в узлах и механизмах и сложность организации непрерывной подачи и выгрузки материала и повышенный износ стали непреодолимой преградой при попытках создания промышленных планетарных мельниц. (В середине 1950-х годов французский изобретатель Жуазель (фр. Joizel) начал эксперименты с планетарными мельницами непрерывного действия). Несмотря на сотни патентов и многочисленные попытки разработать надёжную планетарную мельницу, за более чем 125 лет никому не удавалось построить агрегат для использования не в лабораторных, а в промышленных условиях. Только в 2000 году в России была построена первая планетарная мельница непрерывного действия пригодная для тонкого и сверхтонкого измельчения в промышленных условиях.